# 南インド
南インド（みなみいんど、カンナダ語:ದಕ್ಷಿಣ ಭಾರತ、マラヤーラム語:ദക്ഷിണേന്ത്യ、テルグ語:దక్షిణ భారతదేశం、タミル語:தென்னிந்தியா）は、インド国内でデカン半島南部に位置する、地理と言語かつ文化により区分されうる1地域の総称。インド半島（Indian peninsula）と称したり、南インド分離主義者はドラヴィディスタンと呼ぶ。

## 概要
地理的な観点より、古くから、サトプラ山脈・ナルマダー川・ヴィンディヤ山脈の線より以南の、デカン高原・東ガーツ山脈・西ガーツ山脈を含む地域は、「南」（ダクシナ）と呼ばれてきた。
現在では、言語と文化、政治的な観点も含めて、南インドはアーンドラ・プラデーシュ州、テランガーナ州、ゴア州、カルナータカ州、ケーララ州、タミル・ナードゥ州、さらに連邦直轄領 (インド)に位置するラクシャドウィープ諸島、ポンディシェリ連邦直轄地、アンダマン・ニコバル諸島を含む地域を管轄し、インド総面積の19.31 %（635,7801 km2）、インドの人口の20%を占める。この地域の居住者は「南インド人」（英語で South Indians）と呼ばれることがある。
言語的にも文化的にも、南インドはドラヴィダ人の地として区別される傾向があるが、インド・アーリア人やコンカニ人をはじめとした、ドラヴィダ人に含まれない人々も多く居住して現地の言語を使用しており、またドラヴィダ人もインドの他の地域やスリランカ、オセアニア、東南アジア、マダガスカルなどに広く居住している。

## 語源
この地域は「南インド」（インドの南）、あるいは半島部にあることから「半島インド」とも呼ぶ。内陸部に広がるデカン高原の「デカン」とは、プラークリット語の単語 dakkhiṇa の発音を聞きなし英語化した言葉であり、語源はサンスクリット語で「南」を意味する単語 dakshiṇa である。高地を意味する「Karnāḍ 」もしくは「Karunāḍ 」も同様に、南インドから「カルナティック」という移入語を英語にもたらした。客船のほか、イギリス海軍の戦艦などがカーナティックと名付けられた。

## 地理
南インドは広大な三角形の半島で東はベンガル湾、西はアラビア海に面し、南にインド洋を控えている。おおよそ東海岸に沿って東ガーツ山脈が、西海岸に沿って西ガーツ山脈が伸び、それらに囲まれる高地がデカン高原である。ゴーダーヴァリ川とクリシュナ川、カーヴィリ川、 トゥンガバドラー川などの比較的大きな河川は季節による流量の変動が少なく、流域の人々の暮らしに重要な水源である。いずれも西ガーツ山脈に発しデカン高原を通って東ガーツ山脈を刻み、ベンガル湾に注ぐ。
東南部には、ラーマの橋と呼ばれる砂州と島々が点在するポーク海峡を隔ててスリランカがある。ラクシャドウィープの南にはモルディブの島々が連なる。三角形の半島の南端がカンニヤークマリ（英語で Cape Comorin；コモリン岬）であり、その先にインド洋が広がっている。
100万都市にはコインバトール、コーチ、チェンナイ、ハイデラバード、バンガロールがある。特定の地域として言及される以下のような地域は、南インドに含まれる。
アーンドラ・プラデーシュ州
1. アーンドラ海岸地方
2. コロマンデル海岸（州南部とタミル・ナードゥ州北部の海岸地方）
3. テランガナ
4. 北部政府地（Nothern Circars；アーンドラ・プラデーシュ州北部とオリッサ州の海岸地方）
5. ライチュール・ドーブ（この州とカルナータカ州の一部）
6. ラヤラセーマ

カルナータカ州
1. カルナータカ（クリシュナ川とその支流トゥンガバドラ川より以南）
2. マール・ナードゥ
3. マイダーン
4. マラバール海岸（この州とケーララ州の海岸地方）
5. モラス・ナードゥ

タミル・ナードゥ州
1. コング・ナードゥ
2. チョーリャ・ナードゥ
3. トンダイ・ナードゥ
4. パーンディヤ・ナードゥ
5. トゥル・ナードゥ（南部海岸地方）

## 南インド人
「南インド人」（英語で South Indians）は、語義通りには南インドに出自を持つ人々のことであるが、多くの場合ドラヴィダ人のみを指す。しかし実際には、ドラヴィダ人の範囲に含まれない人々も南インドを自らの故郷としている。
インドでは、使用言語と保持している生活文化との関連性が密接であるので、民族の分類をする場合には単純に使用言語によって分けてしまう場合が多い。それに従えば、南インドにはタミル人、テルグ人、マラヤーラム人などが居住していることになるが、その使用言語の多くがドラヴィダ語族に含まれるので、大きくドラヴィダ人と分類することが一般的である。その場合、ドラヴィダ人に含まれないのは、インド・アーリア語に属するコンカニ語を話すコンカニ人などとなる。

### ドラヴィダ人
一般に南インドに居住する人々はドラヴィダ人であると言われているが、ドラヴィダ人を定義する時には、一般に民族を定義する場合に生ずる困難がここにも生ずる。
ドラヴィダ人という呼称について考える場合、言語学の分類に用いられるドラヴィダ語族の概念を抜きにしては考えられない。ドラヴィダ人の定義としては、ドラヴィダ語族に属するタミル語、テルグ語、カンナダ語、マラヤーラム語、トゥル語、コータ語などの言語を母語として使用する人々、という言語学的側面が第一に挙げられると考えられる。
次に、インダス文明の担い手でもあり、移住してきたアーリア人よりも早くからインドに居住して、徐々にインドの南方へと追いやられて行きながらもチョーラ朝などの下で隆盛し、イスラム教勢力の侵入を食い止めた人々、という歴史的・政治的な側面が挙げられる。
次に、一般的にドラヴィダ人はアーリア人に比べ肌の色が黒く、背が低い。
次に、インド文学においてはサンスクリット文学が入る前から存在した独自のタミル文学を保持し、ムルガン神信仰などの宗教や建築、音楽、道徳観、食生活などでも独自のものを持っている、という文化的な側面が挙げられる。
このような様々な側面が複雑に繋がり合っているのが、ドラヴィダ人という概念である。また、タミル人という概念があり、主にタミル・ナードゥ州出身でタミル語を母語としその文化を担う人々を指すが、タミル（தமிழ்；Tamil）という語がドラヴィダ（திராவிட；サンスクリット語 द्रविड、द्रमिल、द्राविड）という語と語源について関係している可能性があることを考えると、タミル人をドラヴィダ人の代表、あるいはドラヴィダ人そのものと考える傾向があることも、理解できなくはない。

## 言語
南インドで用いられる言語は、ドラヴィダ語族に含まれる言語がほとんどを占める。タミル語、テルグ語、カンナダ語、マラヤーラム語、トゥル語などがある。
中でもタミル語は西暦紀元前後の言葉を収録したと考えられる比較的古い文献が伝わっており、ドラヴィダ語族の起源であると考えられている古ドラヴィダ語に最も近いものであると考えられる。ドラヴィダ語族に属する言語を使用していたと学問的に認められているインダス文明の未解読文字を読み解く時にも、非常に重要な鍵となる言語であると見做されている。
この他、広く通じる共通語として英語とヒンディー語が用いられる。またパーンディッチェーリ連合区ではフランス統治の名残でフランス語が通用し、現在でもフランス語の教育熱は高い。
独立時には、主に北インドで使用されるヒンディー語を南インドに押し付けないという暗黙の了解があった。しかし、1970 年代以降、ヒンディー語に対する根深い反対にもかかわらず、ヒンディー語は社会に浸透してきた。ただし、ヒンディー語の影響力が限界に達しており、依然として反対しているタミル・ナードゥ州を除く。

## 経済

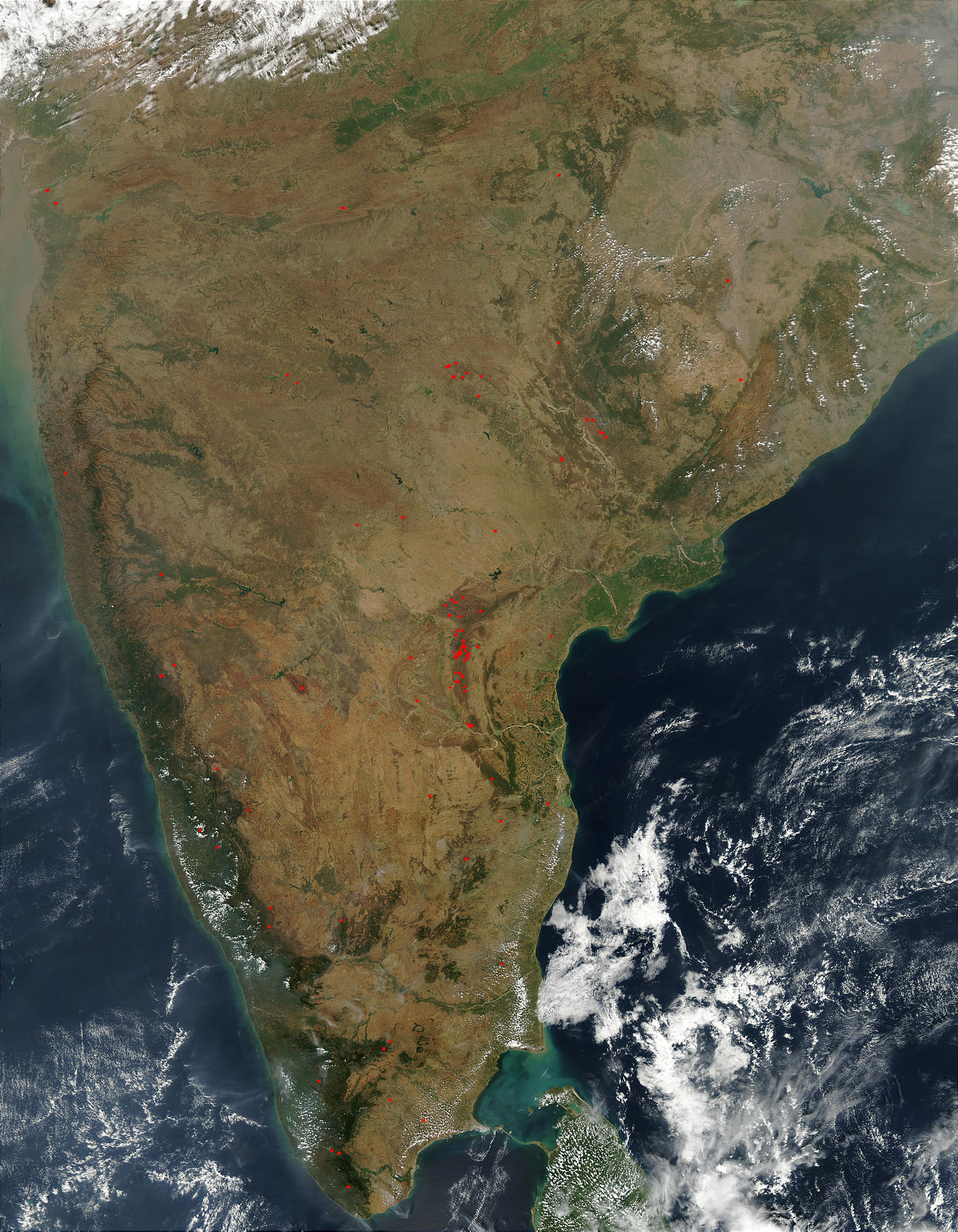
衛星画像で見る南インド

インドの他の地域と同様、住民のほとんどがモンスーンに依存した農業を営む。主な農作物は、米・蜀黍・粟・豆類・綿花・唐辛子・四国稗であり、また数々の香辛料が栽培される。ニーラギリ山地やコダグ地方では檳榔・珈琲・胡椒・タピオカ・カルダモンも栽培されている。しかし、特にカルナータカ州北部、ラヤラセーマ地方やテランガナ地方では旱魃が頻発し、農業経営が厳しい状態に追い込まれており、家畜の売り払いや自殺などの問題を引き起こしている。これらの地域のほか、チェンナイやハイデラバードなどの都市でも、水不足は深刻である。
南インド地域の教育水準は全体的に高いとされており、特にケーララ州は識字率98％を誇り、失業率もインド全土中最低である。また、インド初の家族計画政策が実施（中国の例に倣ってケーララ州の共産党政権が始めた）されたように南インドは北インドほどの人口増加が無い。
南インドではインドの全土のIT産業の7割があり、中でもベンガルールは「インドのシリコンバレー」と呼ばれることがある。チェンナイなどの都市がこれに続く。
南インドでは自動車産業も盛んであり、インド全土で生産される自動車、バス、大型トラック、列車、自動二輪の50％が、「南アジアのデトロイト」の異名を持つチェンナイで生産されている。

## インド政府が定める南インド

インド亜大陸と南インドの位置

南インドはインド政府内務省が定める6地域のひとつ（インド亜大陸の最南部、地図の赤色の部分）

インド政府内務省は、域内の相互発展、融和、協力のために定めた6地域とは、それぞれ北・南・東・中央・西・北東インドである。インドの地方行政区画のうち「南インド」は管轄する南地域会議のもと、アーンドラ・プラデーシュ州、カルナータカ州、ケーララ州、ポンディシェリ連邦直轄領、タミル・ナードゥ州、テランガーナ州（州都チェンナイ）で構成される（右の地図で赤色の部分）。アンダマン・ニコバル諸島とラクシャドウィープは構成員ではないが、招待を受けている。

## ギャラリー
南インドの文化
- 繁殖期のインドゾウ（雄、バンディプール国立公園）
- オリッシーの踊り子（カルナータカ州）
- クチプディ（英語版）の踊り子
- 南インドの伝統料理ミールス。南インドの主食は米である